# Kurzflossen-Grindwal
Der Kurzflossen-Grindwal oder Indische Grindwal (Globicephala macrorhynchus) ist eine Walart aus der Familie der Delfine (Delphinidae). Zusammen mit dem Gewöhnlichen Grindwal bildet er die Gattung der Grindwale (Globicephala).

## Merkmale
Kurzflossen-Grindwale sind stämmige, pechschwarze oder dunkelgraue Tiere von 3,6 bis 7,2 Metern Länge und ein bis vier Tonnen Gewicht, wobei die Männchen gewöhnlich mit meist bis zu 6,8 Metern deutlich größer als die durchschnittlich 5,5 Meter langen Weibchen sind. Der Kopf ist fast oder ganz schnabellos und weist eine kugelförmige Melone auf, die besonders bei den Männchen ausgeprägt ist. Die Form der Finne ist, abhängig von Geschlecht und Alter, sehr variabel, ihre Spitze ist abgerundet. Die Fluke hat in der Mitte eine deutliche Einkerbung und sitzt an einer kräftig ausgebildeten Schwanzwurzel. Die Flipper sitzen dicht hinter dem Kopf und sind schlank und kurz. Auf der dunklen Grundfärbung finden sich mehrere hellgraue Muster, die zwischen den Individuen aber recht variabel sein können. Ein diagonaler Streifen läuft von hinter dem Auge in Richtung Finne, ein w-förmiger Fleck liegt am Hals und ein grauer oder gebrochen weißer Bauchfleck ist vorhanden. Hinter der Finne kann ein graues oder weißes, undeutliches Cape vorhanden sein.
Der Kurzflossen-Grindwal ähnelt dem Gewöhnlichen Grindwal stark. In den wenigen Gebieten, wo beide Arten vorkommen, ist es nahezu unmöglich, sie allein anhand von Sichtungen auf See zu unterscheiden. Beim Kurzflossen-Grindwal sind allerdings die Flipper deutlich kürzer, der Bauchfleck ist weniger kräftig und die Anzahl der Zähne ist mit sieben bis neun pro Kieferhälfte niedriger als beim Gewöhnlichen Grindwal (8 bis 13 pro Kieferhälfte).

## Verbreitung

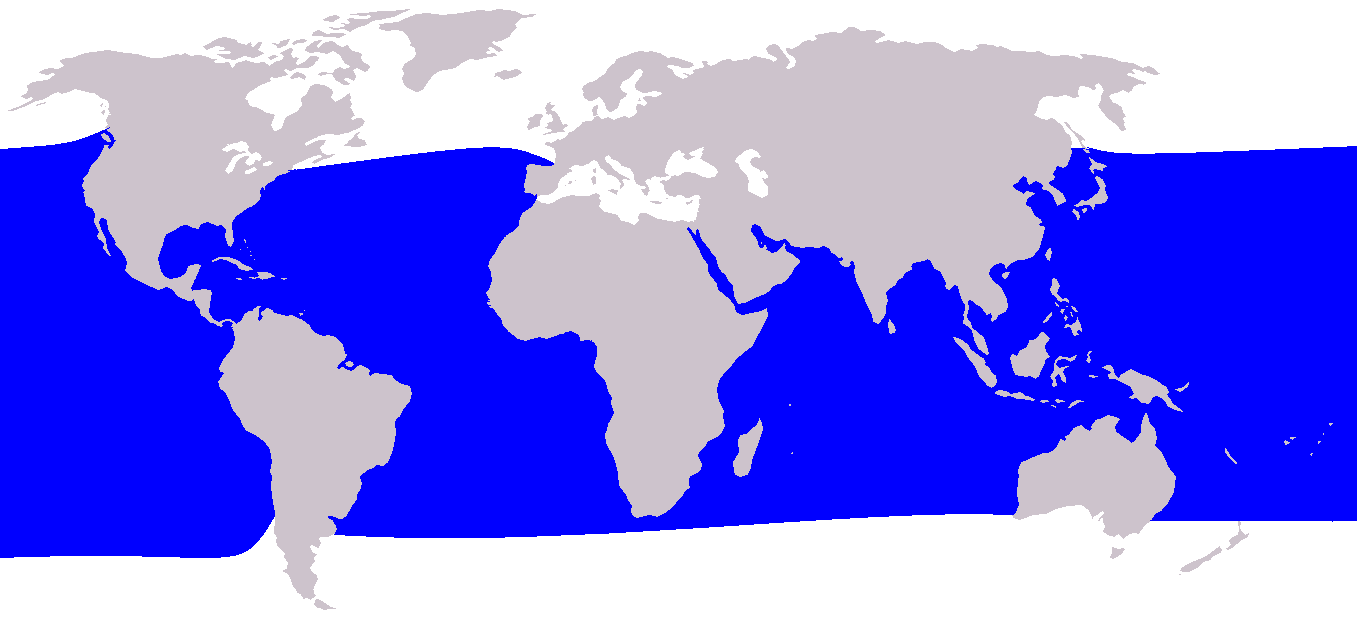
Verbreitungskarte des Kurzflossen-Grindwals

Kurzflossen-Grindwale finden sich in allen tropischen und subtropischen Meeren zwischen dem 50. Grad nördlicher Breite und dem 40. Grad südlicher Breite weltweit. Die Art kommt auch im Roten Meer vor, nicht jedoch im Persischen Golf und dem Mittelmeer.
Im Gegensatz zum Gewöhnlichen Grindwal, der kühlere Gewässer bevorzugt, ist diese Art auf wärmere Gebiete beschränkt. Es kommt daher nur in relativ kleinen Gebieten (zum Beispiel dem mittleren Atlantik) zu Überschneidungen des Verbreitungsgebietes der zwei Arten.

## Lebensweise

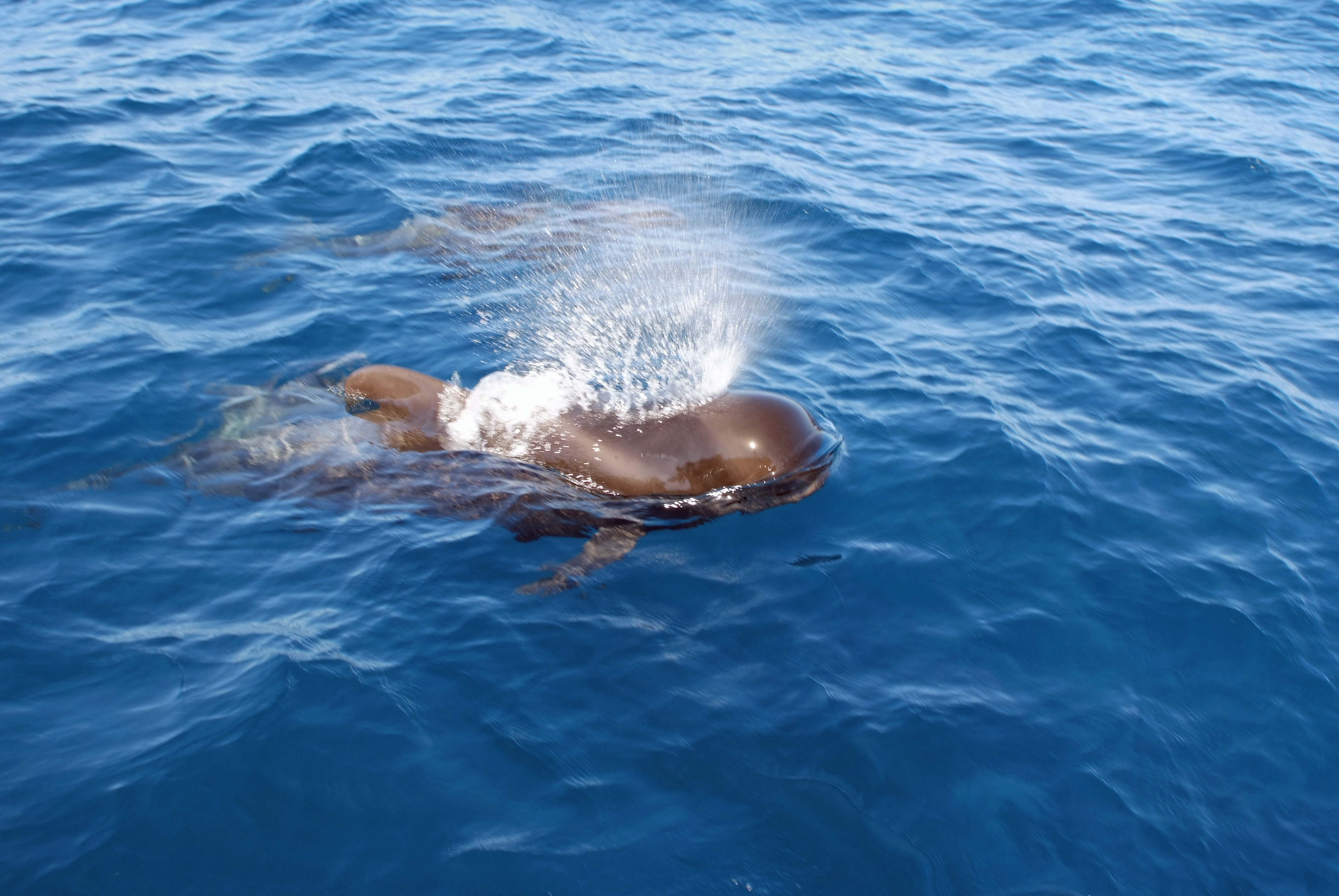
Jungtier

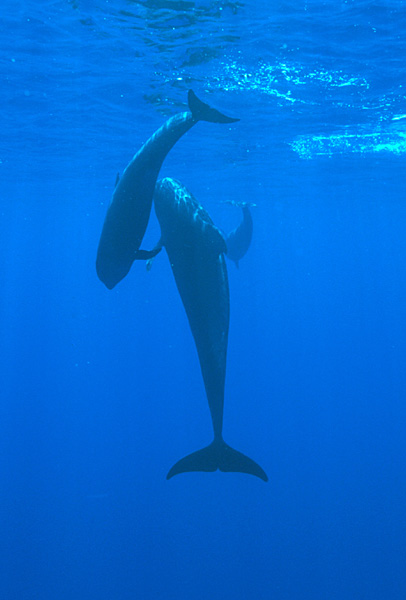
Mutter mit Jungtier

Kurzflossen-Grindwale halten sich meist im offenen Meer auf, zur Nahrungssuche können sie auch in flaches Gewässer kommen. Sie leben in Schulen von meist 10 bis 30 Tieren, zu Zeiten von Nahrungsreichtum kann man auch mehrere Hundert Wale gemeinsam beobachten. Dabei kommen auf ein Männchen in der Gruppe im Schnitt acht Weibchen. Sie halten sich häufig in der Gesellschaft von Tümmlern oder anderen Kleinwalen auf. Kurzflossen-Grindwale sind gemächliche Tiere, die nur im Bedrohungsfall schnell schwimmen und fast nie aus dem Wasser springen. Ihre Tauchgänge sind meist etwa 10, aber auch bis zu 27 Minuten lang, dabei erreichen sie eine Tiefe von 800 bis 900 Metern und nehmen dort ihre Nahrung, hauptsächlich Kopffüßer, zu sich. Ihre Beutezüge zur Nahrungsaufnahme unternehmen sie vor allem in der Nacht, da dann ihre Beutetiere in höhere Ozeanregionen aufsteigen.

## Systematik
Der Kurzflossen-Grindwal wird als eigenständige Art innerhalb der Gattung der Grindwale (Globicephala) eingeordnet, die nach aktuellem Stand aus zwei Arten besteht und neben dieser Art noch den Langflossen-Grindwal (Globicephala melas) enthält. Die wissenschaftliche Erstbeschreibung stammt von dem englischen Zoologen John Edward Gray aus dem Jahr 1846, der die Art anhand von Individuen aus den „südlichen Meeren“ beschrieb.
Innerhalb der Art werden neben der Nominatform aktuell keine Unterarten unterschieden, allerdings legen molekularbiologische und morphologische Analysen nahe, dass es sich bei Tieren südlich und nördlich von Japan um unterschiedliche Arten handeln könnte und es sich bei dieser Art entsprechend um zwei oder mehr Arten handeln könnte.

## Status, Bedrohung und Schutz

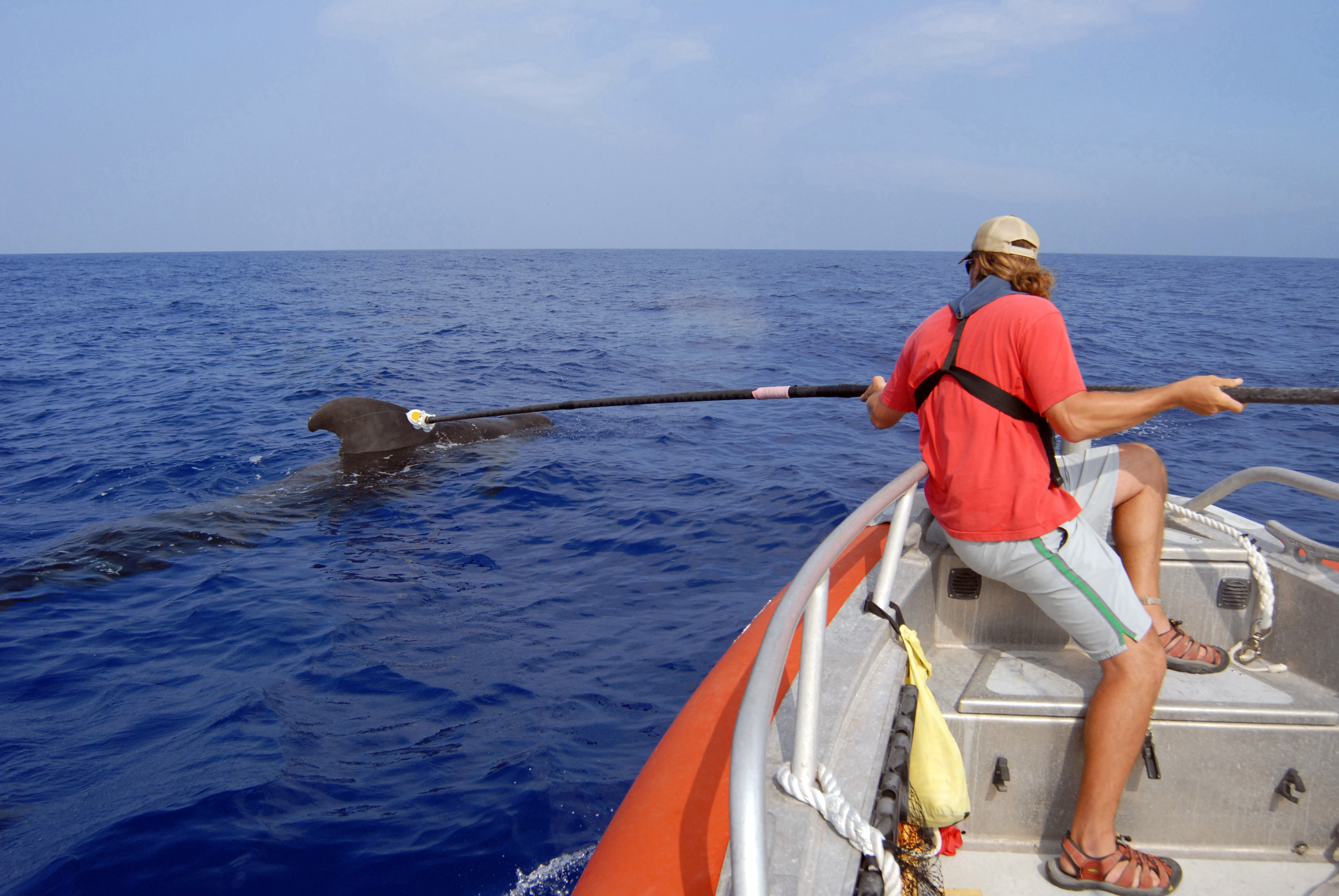
Besenderung eines Kurzflossen-Grindwals vor der Küste von Hawaii

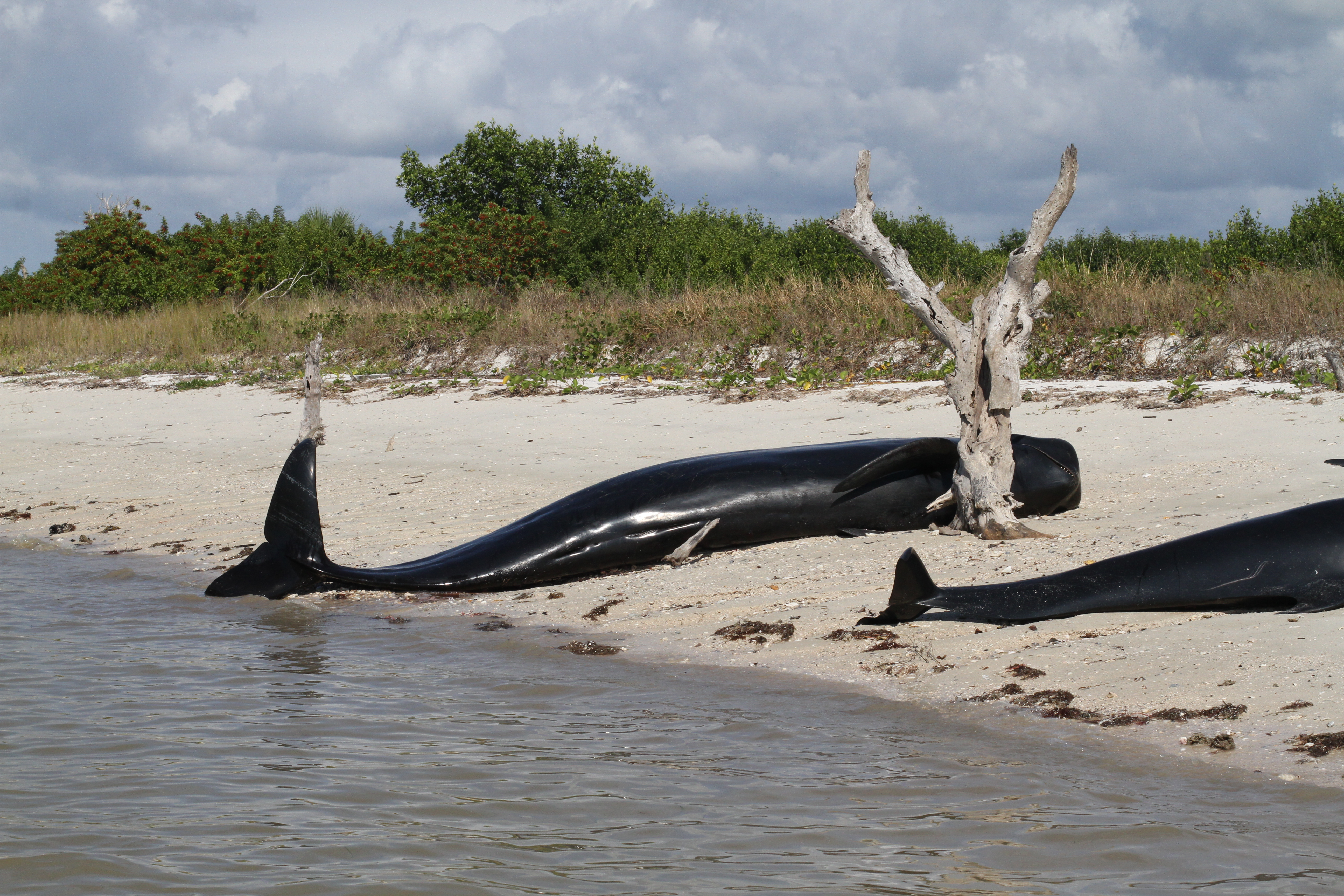
Gestrandete Kurzflossen-Grindwale

Aufgrund der unklaren Taxonomie wird sie von der International Union for Conservation of Nature and Natural Resources (IUCN) nicht in eine Gefährdungskategorie eingeordnet, sondern als unklar (data deficient) klassifiziert. Um eine klare Einordnung zu ermöglichen, sollten weitere Daten klären, ob es sich um eine oder mehrere Arten handelt und wie diese zusammenhängen. Die Organisation schließt nicht aus, dass für einzelne dieser potenziellen Arten eine Gefährdung vorliegt, die vor allem durch die intensive Fischerei mit Langleinen sowie durch die hohe Geräuschbelastung in den Lebensräumen der Wale herbeigeführt wurde. Auf die Gesamtart nach aktuellem Stand hat die Fischerei nur einen geringen Einfluss, da sie regional ist und die Wale in weiten Teilen des Verbreitungsgebietes nicht betroffen sind. Für einzelne Populationen, die eventuell Artstatus bekommen, liegt dagegen eine Reduzierung der Bestände um mehr als 30 % innerhalb der letzten drei Generationen und damit eine Gefährdung im Bereich des Möglichen.
Zum Gesamtbestand liegen keine Schätzungen vor, allerdings gibt es für zahlreiche Meeresregionen Schätzungen zu den Bestandszahlen. Nördlich von Japan werden die Bestände auf 4.000 bis 5.000 Tiere geschätzt, die Populationen südlich von Japan auf etwa 14.000 Tiere. Für die Philippinen liegen Schätzungen in der Sulusee bei etwa 7.500 Tiere, während in der Tanon-Straße nur etwa 180 Tiere geschätzt werden (nach Wang et al. 2014 um die Philippinen nur 2.200 Tiere). Für den östlichen tropischen Pazifik werden etwa 590.000 Tiere geschätzt (nach Wang et al. 2014 liegt diese Zahl bei etwa 45.400 Tieren). Im Bereich um Hawaii liegen die Schätzungen bei etwa 8.900 Tieren (nach Wang et al. 2014 2.947 Tiere) und vor der Nordamerikanischen Küste sollen etwa 300 Tiere leben. Im Golf von Mexiko liegen die Schätzungen bei mindestens etwa 2.400 Tieren (nach Wang et al. 2014 3.450 Tiere) und für den westlichen Nordatlantik werden etwa 31.100 Tiere beider Grindwalarten geschätzt. Die Zahlen für den Pazifik haben sich dabei nach IUCN bei Schätzungen 1998 bis 2000 gegenüber 1986 bis 1990 deutlich erhöht.

## Belege
1. 1 2 3 4 5 6  J.Y. Wang, K.N. Riehl, S.Z.Dungan: Family Delphinidae (Ocean Dolphins); Short-finned Pilot Whale In: Don E. Wilson, Russell A. Mittermeier: Handbook of the Mammals of the World. 4. Sea Mammals. Lynx Edicions, Barcelona 2014; S. 517–518. ISBN 978-84-96553-93-4.
2. ↑  Globicephala macrorhynchus (Memento vom 25. Februar 2016 im Internet Archive). In: Don E. Wilson, DeeAnn M. Reeder (Hrsg.): Mammal Species of the World. A taxonomic and geographic Reference. 2 Bände. 3. Auflage. Johns Hopkins University Press, Baltimore MD 2005, ISBN 0-8018-8221-4.
3. 1 2 3 4 5 6  Globicephala macrorhynchus in der Roten Liste gefährdeter Arten der IUCN 2013.2. Eingestellt von: B.L: Taylor, R. Baird, J. Barlow, S.M. Dawson, J. Ford, J.G. Mead, G. Notarbartolo di Sciara, P. Wade, R.L. Pitman, 2008. Abgerufen am 17. Dezember 2016.